# Боксгольм (комуна)
Комуна Боксгольм (швед. Boxholms kommun) — адміністративно-територіальна одиниця місцевого самоврядування, що розташована в лені Естерйотланд у центральній Швеції. 
Боксгольм 169-а за величиною території комуна Швеції. Адміністративний центр комуни — місто Боксгольм.

## Населення
Населення становить 5 189 чоловік (станом на вересень 2012 року). 
| Кількість населення комуни Боксгольм за 1970-2010 роки | Кількість населення комуни Боксгольм за 1970-2010 роки | Кількість населення комуни Боксгольм за 1970-2010 роки | Кількість населення комуни Боксгольм за 1970-2010 роки | Кількість населення комуни Боксгольм за 1970-2010 роки |
| ------------------------------------------------------ | ------------------------------------------------------ | ------------------------------------------------------ | ------------------------------------------------------ | ------------------------------------------------------ |
| Рік                                                    |                                                        |                                                        | Населення                                              |                                                        |
| 1970                                                   | 1970                                                   |                                                        | 6 387                                                  | 6 387                                                  |
| 1975                                                   | 1975                                                   |                                                        | 5 899                                                  | 5 899                                                  |
| 1980                                                   | 1980                                                   |                                                        | 5 794                                                  | 5 794                                                  |
| 1985                                                   | 1985                                                   |                                                        | 5 629                                                  | 5 629                                                  |
| 1990                                                   | 1990                                                   |                                                        | 5 675                                                  | 5 675                                                  |
| 1995                                                   | 1995                                                   |                                                        | 5 642                                                  | 5 642                                                  |
| 2000                                                   | 2000                                                   |                                                        | 5 334                                                  | 5 334                                                  |
| 2005                                                   | 2005                                                   |                                                        | 5 242                                                  | 5 242                                                  |
| 2010                                                   | 2010                                                   |                                                        | 5 221                                                  | 5 221                                                  |
| Джерело: SCB                                           |                                                        |                                                        |                                                        |                                                        |

## Населені пункти
Комуні підпорядковано 2 міські поселення (tätort) та низка сільських, більші з яких:
- Боксгольм (Boxholm)
- Строльснес (Strålsnäs)
- Малександер (Malexander)
- Ліннефорс (Linnefors)

## Виноски
1. ↑  Andersson P. Sveriges kommunindelning 1863-1993 — Mjölby: Draking, 1993. — 132 с. — ISBN 978-91-87784-05-7
2. ↑  Folkmangd i riket, lan och kommuner (шв.) . Центральне бюро статистики Швеції. Архів оригіналу за 20 серпня 2013. Процитовано 16 лютого 2013.